# Semih Kaplanoğlu
Semih Kaplanoğlu (nacido el 4 de abril de 1963) es un guionista, director de cine y productor turco.

## Biografía
En 1984, Kaplanoğlu se trasladó a Estambul y trabajó durante un par de años como redactor para la publicidad de empresas como Güzel Sanatlar Saatchi & Saatchi y Young & Rubicam.
Él cambió al cine en 1986 al convertirse en ayudante de cámara para dos premiados documentales. En 1994 escribió el guion y dirigió la serie de televisión Şehnaz Tango, con 52 episodios, que se emitió en los canales de televisión Show TV e InterStar y se convirtió en un éxito.
Kaplanoglu debutó con Away From Home por la cual fue galardonado como Mejor Director en el Singapur IFF 2001. Su segundo largometraje Angel’s Fall se estrenó en 2005 en el Berlinale Foro y recibió el Premio Mejor Película en festivales de cine alternativo de Nantes, Kerala y Barcelona.
Entre 2005 y 2010 produjo y dirigió la Trilogía de Yusuf. Yumurta (Huevo), la primera película de la trilogía se estrenó en el festival de Cannes y ganó el premio a Mejor Director en los festivales de cine del Fayr, Valdivia y Bangkok. La segunda película de la trilogía Sut (Leche) se estrenó en el IFF. Bal (Miel), la tercera parte, ganó el Oso de Oro en el 60 Berlinale IFF. Su última película Buğday (Grano) se encuentra actualmente en posproducción.
Además de sus principales actividades en el cine, escribió artículos entre 1987 y 2003 sobre las artes plásticas y el cine, los cuales fueron publicados y traducidos a idiomas extranjeros. Entre los años de 1996 al 2000, hubo una columna denominada "Karşılaşmalar" en el diario Radikal.

### Familia
Kaplanoğlu está casado con la periodista, escritora y guionista Leyla Ipekçi, quien es sobrina del notable periodista asesinado Abdi Ipekçi. Entre 2006 y 2013, Leyla Ipekçi escribió para la prensa diaria Zaman y Taraf.

## Filmografía
| Año  | Película                                         | como Director | como Guionista | como Productor | como Editor |
| ---- | ------------------------------------------------ | ------------- | -------------- | -------------- | ----------- |
|      | Şehnaz Tango (serie de TV)                       | sí            | sí             |                |             |
| 2001 | Herkes Kendi Evinde (Fuera de Casa)              | sí            |                |                |             |
| 2005 | Meleğin Düşüşü (aka en griego: Ekptotos angelos) | sí            | sí             | sí             | sí          |
| 2007 | Egg                                              | sí            | sí             | sí             | sí          |
| 2008 | Milk                                             | sí            | sí             | sí             |             |
| 2010 | Honey                                            | sí            | sí             | sí             | sí          |
| 2016 | Grain                                            | sí            | sí             | sí             |             |

## Premios
- 2001 Ankara Festival Internacional de Cine - Mejor Película por Herkes Kendi Evinde
- 2001 Estambul Festival Internacional de Cine - Mejor Cine turco del Año por Herkes Kendi Evinde (empatado con Dar Alanda Kısa Paslaşmalar (2000))
- 2002 Singapur Festival Internacional de Cine de - Pantalla de Plata Premio al Mejor Director por Herkes Kendi Evinde
- 2005 Istanbul International Film Festival - Premio FIPRESCI por Meleğin Düşüşü
- 2005 Nantes Three Continents Festival - Montgolfiere de Oro por Meleğin Düşüşü
- 2006 Festival Internacional de Cine de Kerala - Golden Crow Pheasant por Meleğin Düşüşü
- 2006 Nuremberg Festival de Cine "Turquía-Alemania" - Premio de los Jóvenes Cineastas por Meleğin Düşüşü
- 2007 Festival Internacional de Cine Valdivia - Mejor Director de Huevo
- 2007 Festival de Cine Antalya Naranja de Oro - Mejor película, Mejor Guion, NETPAC Premio del Jurado a la Mejor película por Egg
- 2007 Festival de Cine del Mundo Bangkok - Mejor Director (competencia Cosecha de Talentos) por Egg
- 2008 Festival Internacional de Cine de Fayr - Crystal Simorgh como Mejor Director (por Egg)
- 2010 Oso de Oro en el 60.º Festival de Cine de Berlín por Bal